# Sikkelvanga
De  sikkelvanga (Falculea palliata) is een endemische vogelsoort  uit de familie vanga's (Vangidae), een familie  van zangvogels die alleen op Madagaskar voorkomt.

## Kenmerken
De sikkelvanga is vrij groot, ongeveer 32 cm lang. Meest opvallend is het zwart-wit contrast in het verenkleed en de lange, smalle, gebogen snavel. Die snavel is lichtgrijs van kleuren kan  tot 7 cm lang worden. Het mannetje en het vrouwtje verschillen onderling niet in verenkleed.

## Verspreiding en leefgebied
De sikkelvanga komt vrij algemeen voor in het westen van Madagaskar in droog laaglandbos en in gebieden met struikgewas. De vogel heeft geen rode lijst-status.

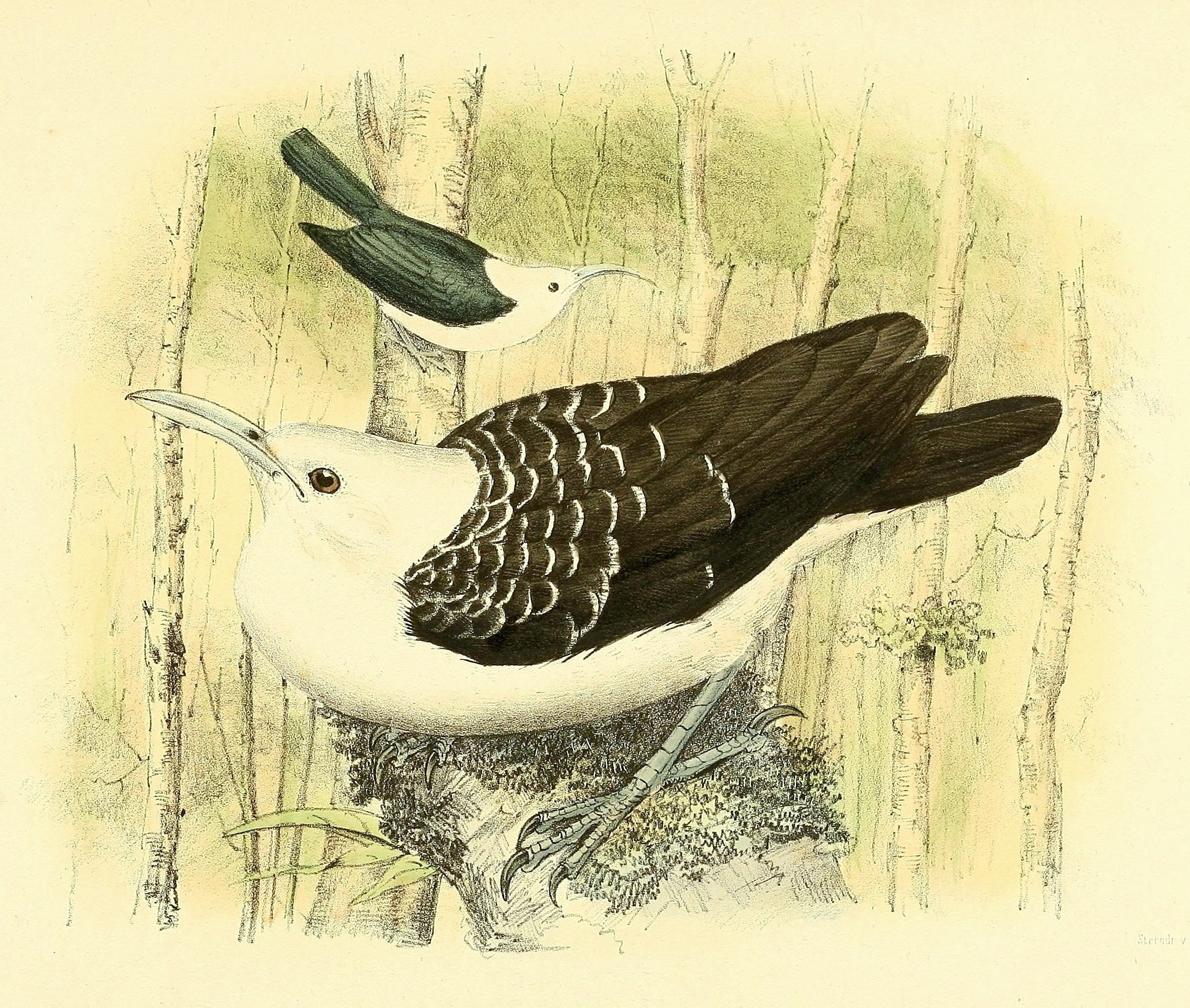
Sikkelvanga, illustratie van John Gerrard Keulemans.
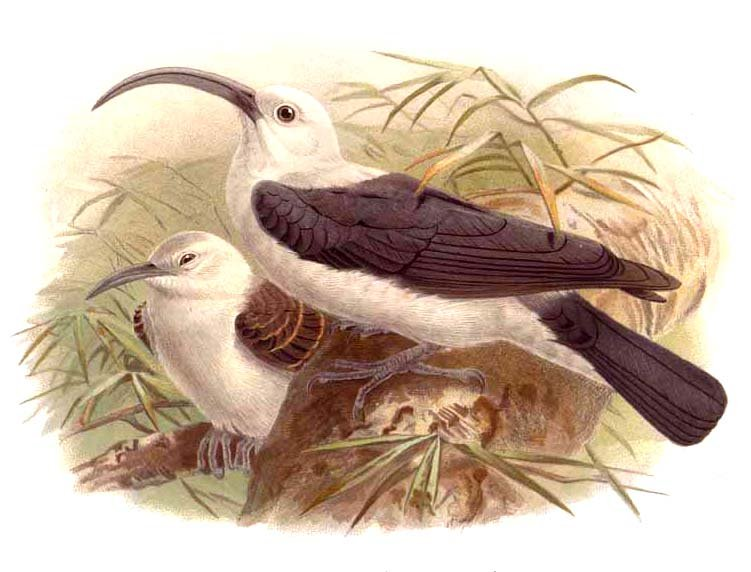
Sikkelvanga, illustratie van John Gerrard Keulemans.
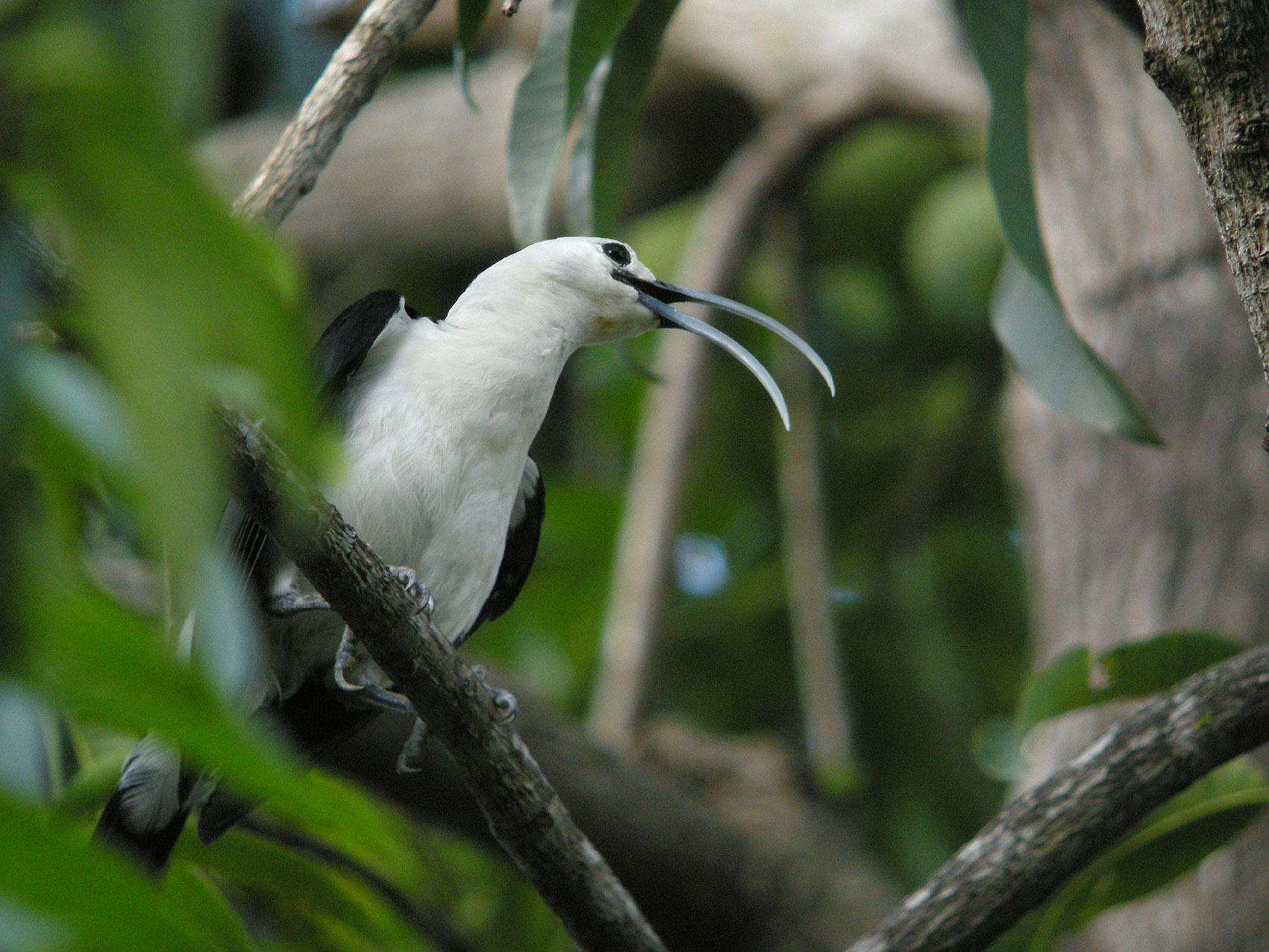
Foto uit 2008